# Junquera de Espadañedo (parroquia)
Junquera de Espadañedo (llamada oficialmente Santa María de Xunqueira de Espadanedo) es una parroquia y una villa española del municipio de Junquera de Espadañedo, en la provincia de Orense, Galicia.

## Toponimia
La parroquia también es conocida por el nombre de Santa María de Xunqueira de Espadañedo.

## Organización territorial
La parroquia está formada por trece entidades de población, constando once de ellas en el nomenclátor del Instituto Nacional de Estadística español:
- A Carballeira
- A Celareira
- A Graña
- A Reboreda
- A Veiga
- Carbuíz
- Casetas Derramada (A Caseta)
- Espadanedo
- O Barrio
- O Mato
- San Pedro
- Vilariño
- Xunqueira de Espadanedo

## Demografía

### Parroquia
| Gráfica de evolución demográfica de Junquera de Espadañedo (parroquia) entre 2000 y 2022 |
|                                                                                          |
| Datos según el nomenclátor publicado por el INE.                                         |

### Villa
| Gráfica de evolución demográfica de Xunqueira de Espadanedo (villa) entre 2000 y 2022 |
|                                                                                       |
| Datos según el nomenclátor publicado por el INE.                                      |